# Utricularia lateriflora
Utricularia lateriflora — вид рослин із родини пухирникових (Lentibulariaceae).

## Біоморфологічна характеристика
Наземна багаторічна трав'яниста рослина. Столони до ≈ 5 см завдовжки. Листки нечисленні, вузько-зворотно-яйцюваті, ≈ 5 см × 0.3–0.5 мм. Пастки численні на ризоїдах, столонах і ніжках листків, яйцюваті, 0.5–0.7 мм завдовжки; рот боковий. Суцвіття прямовисне, від 1 до кількох, 3–30 см завдовжки, переважно 1–5-квіткові. Частки чашечки нерівні, від еліптичної до широко-яйцюватої форми, ≈ 2 мм завдовжки. Віночок завдовжки 4–12 мм, блідо-бузковий, ліловий чи фіолетовий з білою чи жовтою плямою біля нижньої губи; верхня губа яйцеподібна, усічена і глибоко вирізана; нижня губа більша, ≈ круглої форми, верхівка закруглена чи тупа з невеликою виїмкою; піднебіння зі злегка піднятим обідком; шпора вузько-конічна, трохи довша за нижню губу. Коробочка куляста, у діаметрі ≈ 3 мм. Насіння кулясте, у діаметрі ≈ 0.25 мм. Період цвітіння: переважно, жовтень — лютий (загалом, протягом року).

## Середовище проживання
Цей вид є ендеміком Австралії, де він зустрічається в прибережних регіонах і прилеглих хребтах південно-східної Австралії (Вікторія, Тасманія, Південна Австралія, Австралійська столична територія, Квінсленд, Новий Південний Уельс).
Цей вид зустрічається в мілководних пісках, піщаному торфі на пустищевих ділянках і просоченнях на пісковиках.

## Використання
Цей вид культивується невеликою кількістю ентузіастів роду, комерційна торгівля незначна.